# Onofroff
Enrique Onofroff fue un ilusionista de origen italiano de finales del siglo XIX y comienzos del XX.

## Biografía
Tenía origen italiano, país donde habría nacido en 1863, si bien otros le hacen originario de Rusia. En 1895 actuó durante unos meses en Argentina, en 1900 en Méxicoy en 1913 en Chile. Hacia 1920 actuaba todavía en España.